# Пасаргад
Пасаргад (перс. پاسارگاد), један је од главних градова Персијског царства у доба владавине иранске династије Ахеменида. Коришћен је као административно средиште и одмориште персијских владара Кира Великог и Камбиза II, док Дарије I крајем 6. века п. н. е. премешта главни град у Персеполис. Пасаргад је данас важно археолошко налазиште у Ирану и један од пет Унеско-вих споменика Светске баштине у тој земљи.

## Етимологија
Према еламском клинастом писму пронађеном у Персеполису, Пасаргад је називан Батракаташ или Пâтхрагâда („Персијски врт“) на староперсијском језику, док данашње име вуче корене из грчке изведенице. Сматра се да грчка реч за рај парадеисос потиече од имена града Пасаргада, који је био познат широм античког сета по прелепим вртовима.

## Локација
Град Пасаргад је смештен недалеко од данашњег града Шираза, односно у провинцији Фарс у данашњем Ирану. Од Персеполиса, који је изграђен тридесетак година касније, удаљен је свега 43 km.

## Историја

### Персијска племена
Подручја око античког града Пасаргада су вероватно била насељена персијским племенима и пре доба Кира Великог, који се сматра оснивачем града. Toj teoriji idu u prilog dela античких грчких писаца који спомињу Ахемена и његово племе Пасаргада, али постоји могућност да је Кир град назвао према свом главном племену, једном од 10-15 персијских племена из те регије. Будући да је подручје око града плодна и планинама заштићена долина (15 km дужине и 3 km ширине) кроз коју протиче река, локација је имала савршене предуслове за насељавање људи.

### Главни град Персије
Пасаргад је био први главни град Персијског царства. Основао га је славни Кир Велики, оснивач Персијског царства и династије Ахеменида. Историчар Страбон тврди да је Кир одабрао ту локацију због политичких разлога јер је ту победио Међане (Види: Опсада пасаргадског брда и Битка код Пасаргада), док се као разлози за одабир ове локације наводе и естетски разлози јер се ради о узвишењу долине окружене планинама са свих страна. Градња је почела 546. п. н. е. или касније, и убрзо је постао средиште царства које се протезало већим делом данашњег азијског дела Блиског истока; од Мале Азије на западу до Индије на истоку. Осим као административно средиште, Пасаргад је служио и као одмаралиште персијском владару па су у њему изграђени бројни вртови, као и софистицирани систем наводњавања помоћу каната. Град је касније надограђивао и Киров син Камбиз II који је већину свог живота провео ширећи Персијско царство у Африци, посебно Египту. Пасаргад је био главни град све до доласка Дарија И на власт који је саградио нови град који ће се везивати за његово име, величанствени Персеполис. Дарије је Пасаргад (заједно са Персеполисом и Сузом) Краљевским путем повезао с лидијским градом Сардом у Малој Азији.

### Кирова гробница
Најважнији део комплекса у граду Пасаргаду је свакако гробница Кира Великог. Састоји се од шест великих степеница које воде до главне гробнице димензија 3.17 са 2.11 метара (однос 1:1.5), и 2,11 m висине. Кров је изграђен на две воде, а улаз у гробницу је низак и тесан. Иако постоје сумње да се ради о гробници Кира Великог, грчки историчари тврде да је Александар Македонски веровао да је реч о гробници Кира Великог. Након што је опљачкао и уништио Персеполис, отишао је да се поклони на гробу Киру Великом у Пасаргаду. Наводи се да је Александар наредио и обнову гробнице, и да је kaznio one koji su покушали да је оштете. Историчар Аријан у 2. веку нове ере пише да је Александар наредио Аристобулу, једном од његових заповедника, да уђе у гробницу где је овај нашао златни кревет, сто са посуђем за пиће, златни посмртни саркофаг и орнаменте са драгим камењем који су садржали записе о гробници. Ниједан од тих предмета није преживио до данашњег дана, а о значењу текста из гробнице се и данас воде расправе. Страбон је написао да текст говори:
Пролазниче, ја сам Кир, који је створио Персијско царство, и који је био краљ Азије.
Не завиди ми на овом споменику.
Други облик истог текста, записан у делу „Персија: Бесмртно краљевство“ каже:
Пролазниче, ја сам Кир, који је створио Персијско царство, и који је био краљ Азије.
Не завиди ми на овом комадићу земље који прекрива моје тело.
Гробница Кировог сина Камбиза II такође је пронађена 2006. године.

### Легенде
Легенда каже како је у доба исламског освајања Ирана арапска војска хтела да разори гробницу, али да је тамошње становништво уверило арапске заповеднике да се не ради о гробници Кира Великог, већ о гробници мајке краља Соломона, што је спречило њено рушење. Као резултат, натпис на гробници замијењен је цитатом из Курана и гробница је постала позната као Кабр-е Мадар-е Сулаиман, односно „гробница Соломонове мајке“. Под тим именом је позната и дан данас.

### Данашње доба
У данашње време постоје само рушевине некада величанственог комплекса у Пасаргаду и његових вртова, које су уништили време, бројни земљотреси и освајачка разарања Македонаца, Арапа и посебно Монгола. Због изградње бране и вештачког језера у близини Пасаргада, последњих година је забележена права навала археолошког истраживања околине пасаргадског комплекса. Године 2007. најављена је нова рестаурација Кирове гробнице због оштећења доњег појаса које је проузроковало деловање снега и кише. Приликом археолошких истраживања током задњих неколико година, пронађена је и гробница Кировог брата Камбиза II, и готово 270 метара дуг канал у пасаргадском врту. Осим археолошког значаја, Пасаргад данас је и популарно туристичко одредиште у Ирану.

## Технологија
Новија истраживања у Пасаргаду су показала да су персијски инжењери саградили град који је мога издржати јаке земљотресe, чак до 7 степени Рихтерове скале. Темељи градитељских здања у Пасаргаду су грађени технологијом изоловане базе темеља, која се данас користи при градњи модерних осетљивих објеката попут нуклеарних електрана, због заштите од сеизмичких активности.
Значајан допринос градитељству преставља и употреба конструктивних спона (копчи) између камених блокова, које су израђене од метала. Такав конструктивни систем заједно са изолованом базом темеља су створили предуслове за градњу много већих односно виших и тањих конструктивних елемената, који су свој врхунац доживели у Персеполису где су стубови били високи чак 20 метара што их чини највишим и у односу на висину најтањих стубова античког доба, а распони стубова од 8,65 m су такође већи од било ког архитектонског здања тог доба.
Значајни допринос персијских инжењера остварен је и на подручју снабдевања водом тзв. канатима које су градитељи усекли дубоко у планине и помоћу којих би допремали и чували свежу воду. Захваљујући том водоводном систему и умећу контролисања притисака, у пасаргадском врту је изграђен праволинијски канал дужине готово 1000 m дуж кога су се сваких 15 m налазиле мале фонтане.

## Уметност
Средиште комплекса у Пасаргаду чини тврђава Тал-и-Такхт („Престони брежуљак“) која се налази на узвишењу у односу на околину, и која гледа на околне „рајске“ вртове са јужне стране. Тврђава се састоји од два мања дела; резиденцијалне палате и дворане за пријем („Ападана“), карактеристичне за персијску архитектуру. Ападана или дворана за пријем састоји се од бројних стубова и има приступ са југоистока, где посетилац прво мора да прође кроз врата а потом пређе мост преко реке Пулвар. Смештај и обликовање комплекса наговештава да је према комплексу у Пасаргаду обликована и касније саграђен атински Акропољ.
Обликовање Кирове гробнице се приписује утицајима месопотамијских или еламских зигурата, али комора има обележја Урарту гробница из ранијих временских периода. Очигледно је да Кирова гробница има потпуно исте димензије као и гробница Алијата II, оца лидијског краља Креза. Упрко с томе што неки одбацују те подударности, према Херодотовим записима Кир Велики је поштедео Креза након освајања Лидије, а је Крез постао члан персијског краљевског двора. Главни украс на гробници је розета на надвратку изнад врата. У комплексу су пронађени бројни рељефи који приказују Кира Великог и разне животиње.
Уопште, уметност и архитектура у Пасаргаду престављају персијско мешање различитих традиција које обједињује уметничке елементе Елама, Вавилоније, Асирије, Египта, и Анадолије.
Пасаргад се сматра колевком популарних „персијских вртова“, који су узори модерним парковима у задњих 2500 година. Карактеристика персијских вртова је правоугаони облик симетрично подељен главним ортагоналним комуникацијама на четири дела; оне формирају крст у унутрашњости парка и ту се у базенима и каналима налази вода, док стазе имају хлад од високог растиња. Пасаргадски врт има колосалне димензије од 2 x 3 km, а канали са водом су се протезали готово километар у дужину, док су се мале фонтане налазиле сваких 16 метара.

## Модерне контроверзе

### Брана Сиванд
Велику забринутост за судбину Пасаргада показали су многи након што је најављена изградња бране Сиванд, названу према оближњем граду Сиванду. Детаљна студија изградње бране трајала је преко 10 година, па Иранска организација за културно наслеђе није показала забринутост због могуће поплаве околних подручја.
Лоцирање бране између рушевина Персеполиса и Пасаргада забринула је многе Иранце и археологе широм света, али стручњаци који су учествовали у пројекту бране Сиванд тврде да се унапред утврђена обала новог језера налази испод нивоа археолошких налазишта у Персеполису и Пасаргаду. Такође, стручњаци се слажу да бројна археолошка налазишта у Ирану представљају проблеме при пројектовању и градњи вештачких језера и брана, по чему је Иран у последње време друга земља света, после Кине.
Осим забринутости због могућих поплава, археолози су изразили забринутост и због повећања влажности због близине вештачког језера, али министри енергетике тврде да се то може неутралисати могућношћу контролисања нивоа језера. Изградња бране почела је 19. априла 2007 године.

## Популарна култура
- Филипински фудбалски клуб Пасаргад ФК који су основали Иранци, добио је име по античком граду Пасаргаду.

## Галерија
- Тзв. „Соломонов затвор“, део данашњих рушевина
- Дворана за пријем у пасаргадској палати
- Тврђава Пасаргад; на врху тврђаве бројне основе стубова указују да је комплекс смештен и обликован као касније саграђени атински Акропољ
- Гробница Кира Великог 2006. године (у току рестаурације)